# Træna
Træna é uma comuna da Noruega, com 15 km² de área e 456 habitantes (censo de 2004).

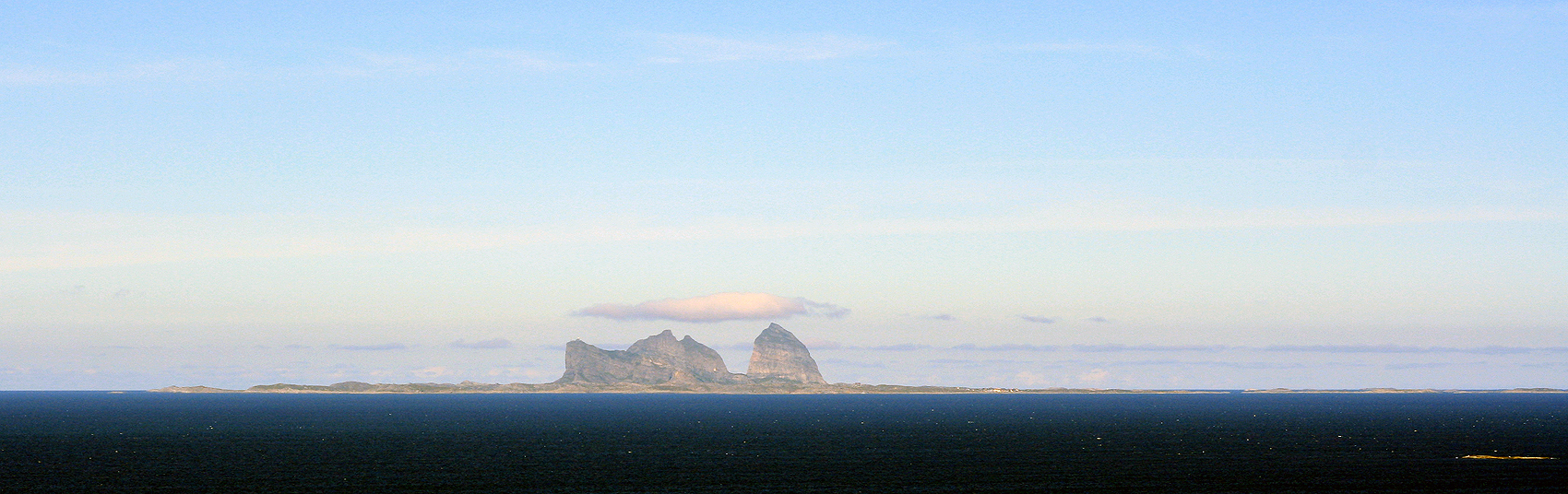
Træna vista de Lovund